# انتخابات الرئاسة الباراغوايانية 1954
انتخابات الرئاسة الباراغوايانية 1954 هي الانتخابات الرئاسية التي جرت في 1954، في باراغواي، فاز بالانتخابات ألفريدو سترويسنر.